# Callohesma rieki
Callohesma rieki är en biart som först beskrevs av Exley 1974.  Callohesma rieki ingår i släktet Callohesma och familjen korttungebin. Inga underarter finns listade.

## Bildgalleri

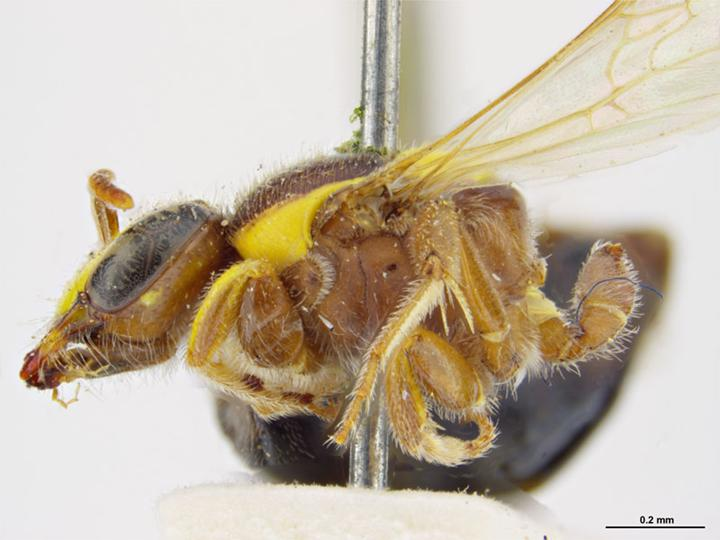